# 帕纳萨克
帕纳萨克（法語：Panassac，法語發音：[panasak]）是法国热尔省的一个市镇，位于该省南部，属于米朗德区。

## 地理
帕纳萨克（43°23'7"N, 0°33'54"E）面积9.17 平方千米，位于法国奧克西塔尼大區热尔省，该省份为法国西南部内陆省份，北起顺时针与洛特-加龙省、塔恩-加龙省、上加龙省、上比利牛斯省、大西洋比利牛斯省和朗德省接壤。
与帕纳萨克接壤的市镇（或旧市镇、城区）包括：阿鲁埃德、贝聚-巴容、谢朗、埃斯克拉桑拉巴斯蒂德、马瑟布、萨马朗。

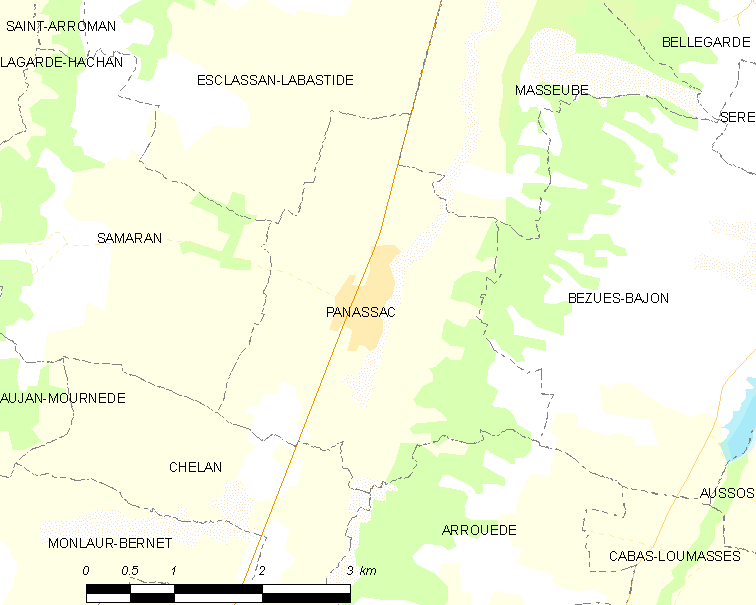
帕纳萨克的OSM定位图

帕纳萨克的时区为UTC+01:00、UTC+02:00（夏令时）。

## 行政
帕纳萨克的邮政编码为32140，INSEE市镇编码为32304。

## 政治
帕纳萨克所属的省级选区为阿斯塔拉克-日莫讷县。

## 人口

1962-2008年间帕纳萨克人口变化图示

帕纳萨克于2022年1月1日时的人口数量为285人。